# 安祖·高美斯 (2000年)
阿迪尔松·安祖·阿布雷乌·德阿尔梅达·高美斯（葡萄牙語：Adilson Angel Abreu de Almeida Gomes；2000年8月31日—），英格蘭足球員，司職進攻中場，曾效力英超球隊曼聯，英格蘭U17球員，曾擔任英格蘭U16和英格蘭U17的隊長。現效力於法甲球隊马赛。
2017年5月21日，英超球隊曼聯對水晶宮的賽事，曼聯臨完場前以年僅16歲零263天的進攻中場安祖高美斯入替31歲的隊長朗尼，成為曼聯史上最年輕的一隊球員，同時是英超首名千禧年後出生的球員。
除了他的母隊英格蘭外，高美斯也有資格代表安哥拉和葡萄牙。他最終選擇在青年國際賽事上代表出生地英格蘭，並參加了該地的每一個青年隊。

## 球隊生涯
2020年夏季轉會窗他以自由球員，被法甲的里爾買下, 但隨即被外借到葡超的博維斯塔進行護級。

## 榮譽
里爾
- 法國超級盃冠軍 : 2021[3]

英格蘭U17
- 國際足協U-17世界盃冠軍 : 2017[4]

英格蘭U21
- U21歐洲國家盃冠軍 : 2023[5]